# Pere d'Artés
Pere d'Artés (XIVe - XVe siècle) est un chevalier du royaume de Valence.

## Biographie
Il fut seigneur d'Alfafara, Il acheta ce domaine à la famille Orís le 9 décembre 1392, et son fils et petit-fils en héritèrent, jusqu'à ce qu'il fut vendu au roi d'Aragon.
Il avait plusieurs positions importants à la cour du roi Jean Ier d'Aragon: conseiller, chambellan et Chancelier de l'Échiquier entre d'autres. Il fut aussi son ambassadeur au sujet de son mariage avec Yolande de Bar, à Paris. Il fut aussi courtisan de Martin Ier d'Aragon, qu'il nomma son exécuteur testamentaire (1407).
Il fut mécène des arts et des lettres. Francesc Eiximenis lui dédia le Llibre dels àngels (Livre des Anges) (1392). Il influença Eiximenis pour écrire en catalan et non en latin, la Vida de Jesucrist (Vie de Jésus-Christ) (1403?), livre qui lui fut aussi dédié.Antoni Canals lui dédia la traduction catalane des of the Exposicions del Pater Noster, Ave Maria i Salve (Expositions du Notre Père, Ave Maria et Salve Regina) (1406).
Il s'occupa de la construction du Palais royal de Valence, où une salle lui était réservée, la Cambra dels Àngels (« Chambre des Anges »).
Il est enseveli dans la chapelle de sa  famille, qu'il-même avait édifiée, à la chartreuse de Porta Cœli.